# Martíni
O martíni é um coquetel feito com gim e vermute seco, mexidos com gelo e coado em uma taça cocktail sem gelo. A sua finalização e decoração tradicional é um "twist" de casca de limão-siciliano, ou com azeitonas verdes. O coquetel gibson é uma "leve" variação do martíni guarnecido com cebolinha em conserva.

## Preparo
Existem diversas variações. A proporção  incluindo o Dry Martini, que é feito com uma proporção de seis partes de gim para uma de vermute.
O martíni serviu de inspiração para a criação do vesper, coquetel favorito de James Bond, personagem principal dos famosos livros de espionagem de Ian Fleming. A receita do vesper, como descrito pelo próprio Bond no livro de estreia da série, Cassino Royale, pede três partes de Gordon's, uma de vodca e meia de Kina Lillet, batido com gelo e servido em uma taça de champanhe, finalizado com casca de limão-siciliano.
Na novela "Por Amor", da Rede Globo, a personagem Branca Letícia de Barros Mota (Susana Vieira), era uma consumidora assídua do dry martini.